# Beer, Sondheimer et Cie
La banque Beer, Sondheimer et Cie, basée à Francfort, a été fondée en 1872, et s'engageait dans les grandes entreprises commerciales en Allemagne et en Europe, en particulier dans le domaine minier.

## Histoire
La banque Beer, Sondheimer et Cie porte le nom de ses fondateurs Isaac Leopold Beer et Moses Tobias Sondheimer. Au cours des années 1930, la famille a immigré aux États-Unis et la banque a été dissoute.
La banque Beer, Sondheimer et Cie détient des participations dans plusieurs compagnies minières belges produisant du zinc, et place ses représentants dans leurs conseils d'administration
.
Elle est aussi actionnaire de la société anonyme créé en 1898, sous le nom de Compagnie des métaux et produits chimiques d'Overpelt, autre grand producteur belge de zinc. Elle a aussi investi dans la société du Djebel Hammimat, qui opère le plus important gisement d'antimoine d'Algérie au XIXe siècle.